# Torre Azrieli Sarona
Torre Azrieli Sarona é um arranha-céu no bairro de Sarona, Tel Aviv, Israel com 238,5 metros de altura e 61 andares. É o edifício mais alto de Israel, seguido pela Torre Moshe Aviv de Ramat Gan, com 235 metros de altura.

## História
Em maio de 2011, o Grupo Azrieli adquiriu o terreno por ILS ₪ 522 milhões por meio de licitação da Administração de Terras de Israel. O tamanho do terreno é de 9,4 dunam e tinha planta de 180 metros de edifício de escritórios de altura com volume de 82,7 metros quadrados para uso de escritório e 72,1 metros quadrados para uso comercial. Em 2012 o Grupo Azrieli apelou ao Comitê Regional de Planejamento e Construção do Distrito de Tel Aviv, pedindo a transferência 3,3 mil metros quadrados para aumentar a área para uso comercial. A comissão acatou o pedido, mas exigiu a construção de um oitavo andar de garagem. Devido ao alto custo (₪70 milhões) e ao aumento do tempo de construção, um compromisso foi alcançado e em vez de um oitavo andar de garagem, 500 vagas de estacionamento serão designadas para uso público e os residentes de Tel Aviv não pagarão nenhum preço superior ao preço praticado nos estacionamentos municipais. A garagem subterrânea de sete andares tem um total de 1,6 mil vagas e o centro comercial está distribuído nos três primeiros andares  Do 33º ao 37º andar será construído um hotel.
Em 2013, o Comitê Regional de Planejamento autorizou a construção de um edifício 255 metros acima do nível do mar (ou seja, 238,5 metros (782 pé) acima do nível do solo).
A pedra fundamental foi colocada por David Azrieli em uma cerimônia em 12 de março de 2012. Em junho de 2016, 60% da torre já estava locada.

### Hotel
Em 2015 o Grupo Azrieli assinou um acordo com a Africa Israel Investments, arrendando os andares 33 ao 37 pelo período de 20 anos para a instalação de um hotel de negócios. A Africa Israel Investment pagou ₪ 250 milhões pelo acordo.